# 恩田快人
恩田 快人（おんだ よしひと、1963年12月13日 - ）は、日本のベーシスト、音楽プロデューサー。血液型はA型。
兵庫県神戸市出身。神戸市立赤塚山高等学校（現・神戸市立六甲アイランド高等学校）卒業。神戸学院大学経済学部中退。

## 人物
小学校1年でエレクトーンを始め、中学2年でベースに転向。ベースと箸は右手で使うが、左利きである。趣味はミニカー集め。
「よしひと」という名前は、父がヨットが好きだからという所から来ている。
愛称は「RADY」「おんちゃん」。『HEY!HEY!HEY!』（フジテレビ）初出演時、髪型が爆発していたのでダウンタウンに、「難しい算数のドリルを解いてきたの?」と言われる。
かなりの遅刻魔。集合10分前に部屋を覗いたら、タバコを吸いながら髪の毛を立てていたというエピソードがあるらしい。また、逆にリハーサル2時間前に会場に到着したこともある。本人によれば「要領が悪い」からとのこと。
父親は元神戸市議会議員の恩田怜（無所属、「神戸空港建設にかかわる債務負担を市民に課すことの禁止を要求する訴訟」を起こした。虹と緑会員）。
Whiteberryのプロデュースや、他のアーティストへの楽曲提供なども行なっている。
またフジテレビ系列『堂本兄弟』に堂本ブラザーズバンドとしてレギュラー出演していたので、ファンは毎週その変わらぬ姿を見ることができた。
必ず両手にグローブをはめて弾いている。

## 経歴
- 1983年 - 1989年 : PRESENCE
- 1984年、映画「魔女卵」出演。（透役）
- 1990年 - 1992年 : JACKS'N'JOKERと並行して、山羊智詞＆赤羽楽団に参加。
- 1992年 - 2001年3月 : JUDY AND MARY リーダーを務める[1]
- 大黒摩季とフレンズ★COPY BAND GENERATION Vol.1★恩田快人
  - 参加メンバー
    - 大黒摩季
    - キーボード・武部聡志（レコード大賞編曲賞を受賞）
    - ドラム・真矢（LUNA SEA）
    - ギター土屋公平（元THE STREET SLIDERSのギター）
- 2001年5月 - : HOT ROD CRUE
- 2008年 - : ZAMZA N'BANSHEE